# Markus Moser (Künstler)

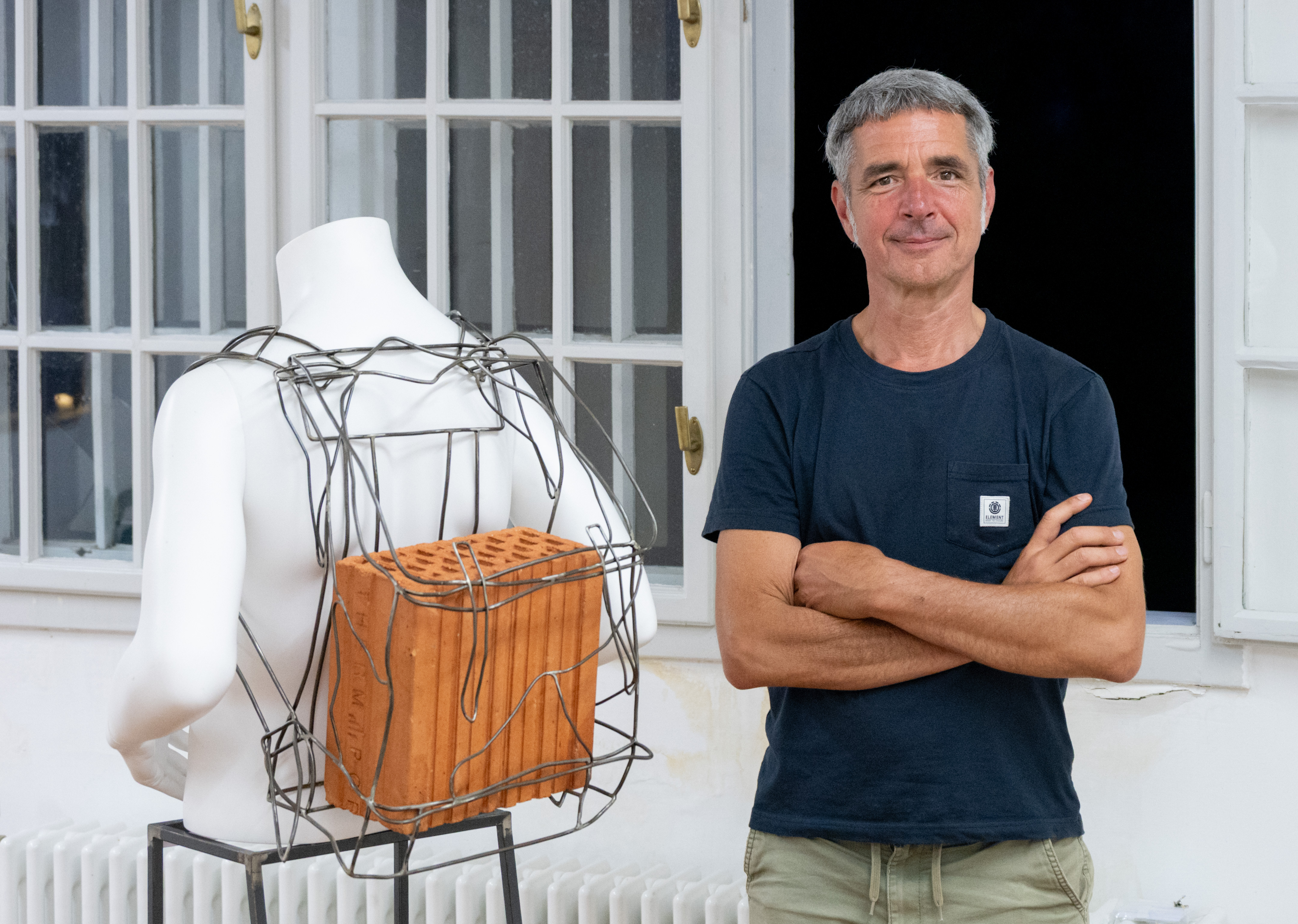
Markus Moser (2024)

Markus Moser (* 21. März 1970 in Linz) ist ein österreichischer Künstler. Hauptort seines Schaffens ist Scharnstein in Oberösterreich.

## Leben und Wirken
Markus Moser arbeitet als freischaffender Drahtkünstler in Scharnstein und prägt somit den Begriff wireART. Er ist Mitglied der Galerie Forum Wels und des Kunstforum Salzkammergut.
Sein Werk umfasst Skulpturen aus Eisendraht und anderen Materialien. 2016 realisierte er in Eigenregie den Gastro- und Kulturcontainer Die Moserei aus 8 Hochseecontainern, die er mit einer Kooperative als Bar und Veranstaltungsort bespielt.
Neben Atelieraufenthalten im Egon Schiele Art Centrum in Krumau (2011 und 2022) nahm Markus Moser auch am Drahtsymposium eisenerZ*ART in Eisenerz (2014) teil.
2023 realisierte er ein Gipfelkreuz auf dem Hochsalm, das in einer Gemeinschaftsaktion aufgestellt wurde.
2024 ist eine Artist Residency bei der Kulturhauptstadt Salzkammergut 2024 geplant.

## Einzelausstellungen
- 2008: Eröffnung Atelier wireART
- 2009: Galerie Schloss – Traun
- 2013: Museum Geyerhammer[12] – Scharnstein
- 2014: Galerie Jangva – Helsinki FI
- 2015: FeRRUM Ybbsitz[13]
- 2018: Heinrich Gleissner Haus – Linz
- 2019: Schlosskapelle – Traun
- 2019: Kunst im Amt – Scharnstein
- 2019: MUFUKU – Weibern[14]
- 2020: eisenerZ*ART, FreiRaum – Eisenerz
- 2021: SCHÖNAU8 – Scharnstein
- 2022: Galerie Forum – Wels

## Gruppenausstellungen (Auswahl)
- 2009: Stadtturmgalerie Schwanenstadt, Artmark Galerie Wien, Galerie Artmoments Graz, Galerie Brunnhofer Linz
- 2010: Werkstattgalerie Kunstforum Salzkammergut Gmunden, Gemmakunstschaun Villach, Arthouse Bregenz, gallery4art Steyr, Galerie Eugen Lendl Graz, Harderbastei Ingolstadt, Galerie Zauner Leonding
- 2011: Lebzelterhaus Vöcklabruck, Galerie Forum Wels, Kunstmesse Linz
- 2012: Kammerhofmuseum Gmunden, Galerie Forum Wels
- 2013: Galerie Forum Wels, Kunstsammlung des Landes OÖ Linz, Kunst im Schaufenster Freistadt
- 2014: Kunstsalon Linz, Galerie Pehböck Naarn, Galerie Forum Wels
- 2015: Kunstsalon Linz
- 2016: Kammerhofmuseum Gmunden, Kunstverein Paradigma Linz
- 2019: H-vantgarde Salzburg, Galerie Forum Wels
- 2020: Botanischer Garten Linz, Die Kunstschaffenden Linz, AntiChristMess Abtsdorf
- 2021: Gegner Haus Abtsdorf[15][16], Kammerhofmuseum Gmunden
- 2022: Die Galerie Gmunden, flat1 Wien
- 2023: Stadtmuseum Bad Ischl, Designmonat Graz, Kammerhofmuseum Gmunden, HIPP-Halle Gmunden, Burn-in Wien[17]

## Werke in Sammlungen
- Kunstsammlung Land Oberösterreich[18]

## Werke im öffentlichen Raum
- Aalto-Universität, Helsinki

## Publikationen
- Markus Moser, Katalog, 2012
- rautalangasta vaeaennettyae[19], ein Film von Josef Pitschmann, SUNPROJEKTS, 2016, Vimeo
- Mythos und Minimalismus[20]: Einblicke in die Welt der Formen, Markus Moser, Cordelia Lehmann-Reinthaller und Linda Steinthórsdóttir, 2023